# Lista dei Manikongo
Questa lista dei Manikongo è un elenco di tutti i sovrani del Regno del Congo, conosciuti appunto con il nome di Manikongo (KiKongo: Mwenekongo). Nel linguaggio KiKongo, le province sono indicate con la parola "wene". Il titolo di signore si indicava con la parola Mwene (plurale: Awene). I Re del Congo venivano riconosciuti come i signori più potenti della regione e riconosciuti come ntinu re della regione dall'arrivo dei portoghesi nel 1483.

## Kandas, Gerações e Casas
Il governo del Congo era basato essenzialmente sulla kanda. Questa kanda (plurale: makanda) era una fazione basata sul proprio clan di appartenenza di affiliazione. Le Kanda prendevano solitamente il nome di una persona (ad esempio Nimi, Nlaza o Mpanzu), ma potevano anche trarre il proprio nome dall'occupazione di determinate terre o dal luogo di nascita Il prefisso "ki" di KiKongo venne aggiunto su altri nomi di persona. Questi gruppi erano registrati come gerações o casas (lignaggi o casate) nei documenti del Congo redatti dai portoghesi. Sino alla metà del XVII secolo, a seguito della Battaglia di Mbwila, queste fazioni erano instabili e di breve durata, ma unite in battaglia, alcune delle quali divennero molto famose per queste attitudini come quella dei Kimpanzu o dei Kinlaza.

## Dinastie
Quando i portoghesi giunsero in Congo nel 1483, il re in carica rappresentava la kanda dei Nimi. Questa kanda discendeva probabilmente da Nimi a Nzima, padre del fondatore del Regno del Congo. Le divisioni emersero nella kanda durante le dispute di successione tra le varie fazioni, ma la dinastia rimase la stessa sino al regno di Álvaro I. Il Re Alvaro I fu il primo manikongo di dinastia Kwilu (in portoghese: Coulo). Questa kanda o lignaggio prendeva nome dal luogo di nascita di Alvaro, a nord della città capitale. I Kwilu avrebbero regnato quasi ininterrottamente sino al regno di Alvaro III.	
Un'altra kanda, quella di Kinkanga a Mvika, prese il controllo del Congo nel 1622. Questa kanda, conosciuta anche col nome di Casa di Nsundi, mantenne il potere sin quando la Casa di Kwilu non tornò al potere sotto Ambrogio I. Alla morte di Ambrogio, nel 1631, presero il potere di Kimpanzu. La Casa di Kimpanzu ebbe però vita breve e venne spodestata da due fratelli della kanda di Nlaza nel 1636. I membri della Casa di Nsundi vennero tutti uccisi o assorbiti nella Casa di Kinlaza dal 1657. La dinastia Nlaza regnò sin quando il Congo non entrò in una catastrofica guerra civile, con sporadiche e violente alternanze al trono, dopo la Battaglia di Mbwila del 1665.
La capitale venne distrutta nel 1678. Questa distruzione forzò i pretendenti di entrambe le fazioni a spostare il conflitto alle loro fortezze sulle montagne circostanti. i Kinlaza si ritirarono a Mbula dove fondarono la capitale a Lemba. Un altro ramo dei Kinlaza, sotto la guida di Garcia III del Congo trovò sede a Kibangu. I Kimpanzu basarono la loro lotta per il trono a Mbamba Luvota, a sud di Soyo. Una nuova fazione fece apparizione nel contesto e fu quella proveniente da Agua Rosada, che aveva il proprio quartier generale nella fortezza montana di Kibangu.
Questa può ad oggi essere considerata una casata formatasi dall'unione delle case di Kinlaza e Kimpanzu, i cui membri erano figli di un padre Kimpanzu e di una madre Kinlaza mother. Tutte le famiglie reclamarono il loro possesso del regno, ma il loro potere uscì raramente dalle loro fortezze o al massimo si espandeva nelle aree circostanti. Il paese venne infine riunito sotto Pedro IV della dinastia di Agua Rosada, il quale era intenzionato a garantire alle famiglie un'eguale partecipazione agli affari di governo.
Il sistema funzionò sporadicamente, con considerevoli lotte, sino al 1764, quando Jose I della dinastia Kinlaza usurpò il trono e riportò lo stato in una guerra civile, anche se la sua dinastia si estinse nel 1788. Dopo questa data, il trono passò in diverse mani sino alla sua definitiva cessazione nel 1914 ad opera dei Portoghesi. Dalla cristianizzazione del popolo congolese, avvenuta formalmente il 3 maggio 1491, i re del Congo mantennero la tradizione di utilizzare nomi cristiani di influenza ispano-lusitana.

## Elezioni
La selezione dei re del Congo seguiva una varietà considerevole di principi e i re stessi evocavano metodi differenti di selezione nelle loro lettere di successione. Solitamente infatti il regno passava di re in re per elezione e gli elettori venivano cambiati di volta in volta e secondo le circostanze. Frequentemente l'elezione consisteva in una combinazioni di principi elettivi ed ereditari.

## Regnanti del Congo

### Prima del XIV secolo
- c. 320 Nsasukulu a Nkanda (profeta)
- c. 420 Kodi Puanga (profeta)
- c. 520-530 Tuti dia Tiya (profeta)
- c. 690 Nimi a Lukeni

### Awenekongo (c. 1390-1568)
- c. 1390: Lukeni lua Nimi
- ?-?: Nanga del Congo
- ?-?: Nlaza del Congo
- regnante c. 1450: Nkuwu a Ntinu del Congo (o Nkuwu a Lukeni)
- 1482-1506: Giovanni I Nzinga a Nkuwu (battezzato col nome di Giovanni I il 3 maggio 1491)
- 1506-1543: Alfonso I Mvemba a Nzinga
- 1543-1545: Pietro I Nkanga a Mvemba della Casa di Kibala
- 1545-1545: Francesco I (Ndo Fusa I)
- 1545-1561: Giacomo I (Ndo Dyoko I)
- 1561-1561: Afonso II (Ndo Mfunsu II)
- 1561-1566: Bernardo I (Ndo Mbeledanu I)
- 1566-1567: Enrico I (Ndo Ndiki I)

### Awenekongo della kanda di Kwilu (1568-1622)
- 1568-marzo 1587: Alvaro I Nimi a Lukeni lua Mvemba (Ndo Luvwalu I)
- marzo 1587-9 agosto 1614: Alvaro II Nimi a Nkanga (Ndo Luvwalu II)
- 12 agosto 1614-agosto 1615: Bernardo II Nimi a Nkanga (Ndo Mbeledanu II)
- agosto 1615-4 maggio 1622: Alvaro III Nimi a Mpanzu (Ndo Luvwalu III)

### Awenekongo della kanda di Nkanga a Mvika (1622-1626)
- 26 maggio 1622 – 3 aprile 1624: Pietro II Nkanga a Mvika (Ndo Mpetelo II)
- 27 aprile 1624 – marzo 1626: Garcia I Mvemba a Nkanga (Ndo Ngalasia I)

### Mwenekongo della kanda di Kwilu (1626-1636)
- marzo 1626–7 marzo 1631: Ambrogio I Nimi a Nkanga (Ndo Bolozi)
- 8 febbraio 1631–24 febbraio 1636: Alvaro IV Nzinga a Nkuwu (Ndo Luvwalu IV)

### Awenekongo della kanda di Mpanzu (1636)
- 27 febbraio 1636–14 agosto 1636: Alvaro V Mpanzu a Nimi (Ndo Luvwalu V)

### Awenekongo della kanda di Nlaza (1636-1665)
- 27 agosto 1636 – 22 febbraio 1641: Alvaro VI Nimi a Lukeni a Nzenze a Ntumba (Luuwalu VI)
- 23 febbraio 1641 – fine del 1660: Garcia II Nkanga a Lukeni a Nzenze a Ntumba (Ndo Ngalasia II)
- inizio del 1661 – 29 ottobre 1665: Antonio I Nvita a Nkanga (Ndo Ntoni I), ultimo sovrano indipendente del Congo

### Awenekongo durante la Guerra Civile (1665-1709)

#### Awenekongo a Mbanza della Casa di São Salvador (1665-1709)
- novembre – dicembre 1665: Alfonso II del Congo e di Nkondo della Casa di Kimpanzu, rifugiatosi a Nkondo
- dicembre 1665 – giugno 1666: Alvaro VII Tusi Mumaza della Casa di Kimpanzu
- giugno 1666 – gennaio 1669: Alvaro VIII Mvemba a Mpanzu della Casa di Kinlaza
- gennaio – giugno 1669: Pietro III Nsimba Ntamba della Casa di Kinlaza, regno trasferito a Mbula
- giugno 1669 – fine del 1670: Alvaro IX Mpanzu a Ntivila della Casa di Kimpanzu
  - 1670 - 1670: Sebastiano I, pretendente al trono, re a Kibangu
- fine del 1670 – metà del 1673: Raffaele I Nzinga a Nkanga della Casa di Kinlaza
- metà del 1673 – metà del 1674: Alfonso III Mvemba a Nimi della Casa di Kimpanzu, regno ritornato a Nkondo
- metà del 1674 – metà del 1678: Daniele I Miala mia Nzimbwila della Casa di Kimpanzu

abbandono di São Salvador (1678-1709)
- - 1691 - 1692: Manuele I, pretendente, regnante a Kibangu e poi a Ngombe
- 1709 - 1718: Pietro IV, regno spostato a Kibangu
  - 1704 - 1709: Pierre Constantin da Silva, pretendente

#### Awenekongo a Kibangu della Casa di Agua Rosada (1669-1709)
- 1666 - 1670: Sebastiano I (Ne Mbemba a Lukeni), pretendente a São Salvador (1670)
- fine del 1669 – inizio del 1685: Garcia III (Ne Nganga a Mbemba o Ndo Ngalasia III)
- 1685 - 1685: Andrea I Mvizi a Nkanga (Ndo Ndele I)
- 1685 – 1688: Manuele I Alfonso della Casa di Kimpanzu (Ne Nzinga Elenke o Ndo Manwele I), pretendente a São Salvador (1691-1692)
- 1688 – dicembre 1695: Alvaro X della Casa di Agua Rosada (Ne Nimi a Mbemba o Ndo Luuwalu X)
- dicembre 1695- febbraio 1709: Pietro IV Alfonso (Ne Nsamu a Mbemba o Ndo Mpetelo IV) della Casa di Agua Rosada

#### Awenekongo a Nkondo (1665 - 1709)
- - 1665-1669 : Alfonso II del Congo e di Nkondo
  - 1669-1673 : Alfonso III (Ndo Mfunsu III) ;
  - c.1682-1700 : Ana Afonso de Leão;
  - 1700-1709 : Don Alvaro, pretendente.

#### Awenekongo a Lemba (Mbula) della Casa di Kinlaza (1669-1716)
- giugno 1669-1680: Pietro III (Ndo Mpetelo III Nsimba a Ntamba)
- 1680–1716: Giovanni Manuele II (Ndo Nzwau II Nzuzi a Ntamba)
  - 1687-1688: Sebastiano II Gritho, pretendente a Lemba

#### Mwenekongo a Mbamba Lovata della Casa di Kimpanzu (1678-1715)
- 1678-1715: Manuele de Vuzi a Nóbrega

### Awenekongo dopo la rioccupazione di São Salvador
- febbraio 1709-21 febbraio 1718: Pietro IV Nusamu a Mvemba (Ndo Mpetelo IV) della Casa di Agua Rosada (governò Kibangu dal dicembre 1695 ai primi mesi del 1709; resse il regno riunito da São Salvador dal febbraio 1709 al 21 febbraio 1718)
- 21 febbraio 1718–21 aprile 1743: Manuele II Mpanzu a Nimi (Ndo Manwele II) della Casa di Kimpanzu
- 27 luglio 1743–31 marzo 1752: Garcia IV Nkanga a Mvandu (Ndo Ngalasia IV) della Casa di Kinlaza da Mbula
- 27 agosto 1752–dopo il 1758: Nicola I Misaki mia Nimi della Casa di Kimpanzu
- 1758-1760: Alfonso IV Nkanga a Nkanga (Ndo Mfunsu IV) della Casa di Kinlaza
- 1760-1762: Antonio II Mvita a Mpanzu (Ndo Toni II) della Casa di Kimpanzu
- 1762-1763: Sebastiano III Nkanga kia Nkanga della Casa di Kinlaza
- settembre 1763–1764: Pietro V Ntivila a Nkanga della Casa di Kimpanzu
- maggio 1764–1778: Alvaro XI Nkanga a Nkanga della Casa di Kinlaza da Nkondo
- 1778–1785: Giuseppe I Mpasi a Nkanga della Casa di Kinlaza
- 1785–1788: Afonso V del Congo della Casa di Kinlaza da Nkondo
- 1788-1788: Alvaro XII del Congo della Casa di Kinlaza da Nkondo
- 1788-1790: Giuseppe II
- 1791-1793: Alessio I Mpanzu a Mbandu
- 1793-1794: Giacchino I del Congo
- 10 gennaio 1794–1803: Enrico II Masaki ma Mpanzu
- 1803 – inizio del 1830: Garcia V Nkanga a Mvemba
- inizio del 1830–1842: Andrea II Mvizi a Lukeni
- 1842 – gennaio 1857: Enrico III Mpanzu a Nsindi a Nimi a Lukeni
- gennaio 1857–7 agosto 1859: Alvaro XIII del Congo conosciuto anche come Ndongo
- 7 agosto 1859 – febbraio 1891: Pietro VI del Congo conosciuto anche come Elelo; siglò un trattato di vassallaggio col Portogallo nel 1888

### Awenekongo (vassalli del Portogallo)
- febbraio 1891 – novembre 1896: Alvaro XIV conosciuto come Agua Rosada
- 1896–1901: Enrico IV conosciuto anche come Tekenge
- 1901–1910: Pietro VII conosciuto anche come Mbemba
- 1910-1911: Manuele Nkomba
- 1911–1914: Manuele III conosciuto anche come Kiditu

I portoghesi abolirono le funzioni governative del re del Congo a seguito delle rivolte del 1914.

## Awenekongo titolari
- 1915-1923 : Alvaro XV Alfonso Nzinga;
- 1923-1955 : Pietro VIII Alfonso (Ndo Mpetelo VIII) ;
- 1955-1957 : Antonio III Alfonso (Ndo Ntoni III) ;
- 1957-1962 : Isabelle Maria de Gama moglie del precedente, reggente ;
- 1962-1962 : Pietro IX Alfonso Mansala, figlio di Antonio III ;
- 1962-1975 : Isabelle Maria de Gama reggente.

Abolizione della monarchia ed integrazione dello stato nella Repubblica d'Angola